# Курмановский сельский совет (Недригайловский район)
Курмановский сельский совет (укр. Курманівська сільська рада) — входит в состав
Недригайловского района
Сумской области
Украины.
Административный центр сельского совета находится в 
с. Курманы
.

## Населённые пункты совета
- с. Курманы, население 500 человек
- с. Березняки, 2 км от Курман, население 295 человек
- с. Голубцы, 3 км от Курман, население 70 человек